# 高木正
高木 正（たかぎ ただす、1912年3月26日 - 2000年4月1日）は、日本の経営者。日立化成工業社長、会長を務めた。

## 経歴
滋賀県出身。1935年に京都帝国大学工学部電気工学科を卒業し、1936年に日立製作所に入社。1967年11月に取締役に就任し、1969年11月に常務、1973年11月に日立化成工業副社長を経て、1974年11月には社長に就任。1981年6月に会長、1985年6月に相談役を経て、1995年6月には名誉相談役に就任。
1983年11月に勲三等旭日中綬章を受章。
2000年4月1日、死去。88歳没。